# Alberto Tessitore
Alberto Tessitore (fl. XX secolo) è stato un calciatore italiano, di ruolo centrocampista.

## Carriera
Con la Speranza Savona disputa 16 gare nel campionato di Prima Divisione 1922-1923.